# Lista de capitais do Brasil por frota de automóveis
Relação das capitais do Brasil por frota de automóveis em dezembro de 2023, segundo a Secretaria Nacional de Trânsito – SENATRAN (anteriormente denominado Departamento Nacional de Trânsito – DENATRAN), órgão executivo vinculado ao Ministério da Infraestrutura (MInfra).
| Posição | Localidade     | Unidade federativa  | Automóveis |   |           |           |           |
| ------- | -------------- | ------------------- | ---------- | - | --------- | --------- | --------- |
| Posição | Localidade     | Unidade federativa  | Automóveis | 1 | São Paulo | São Paulo | 6 237 367 |
| 2       | Rio de Janeiro | Rio de Janeiro      | 2 142 102  |   |           |           |           |
| 3       | Belo Horizonte | Minas Gerais        | 1 766 877  |   |           |           |           |
| 4       | Brasília       | Distrito Federal    | 1 408 370  |   |           |           |           |
| 5       | Curitiba       | Paraná              | 1 145 033  |   |           |           |           |
| 6       | Goiânia        | Goiás               | 662 490    |   |           |           |           |
| 7       | Salvador       | Bahia               | 630 657    |   |           |           |           |
| 8       | Fortaleza      | Ceará               | 623 719    |   |           |           |           |
| 9       | Porto Alegre   | Rio Grande do Sul   | 606 386    |   |           |           |           |
| 10      | Manaus         | Amazonas            | 426 292    |   |           |           |           |
| 11      | Recife         | Pernambuco          | 392 014    |   |           |           |           |
| 12      | Campo Grande   | Mato Grosso do Sul  | 332 779    |   |           |           |           |
| 13      | Belém          | Pará                | 247 863    |   |           |           |           |
| 14      | Natal          | Rio Grande do Norte | 239 100    |   |           |           |           |
| 15      | Florianópolis  | Santa Catarina      | 237 960    |   |           |           |           |
| 16      | João Pessoa    | Paraíba             | 231 820    |   |           |           |           |
| 17      | Cuiabá         | Mato Grosso         | 231 383    |   |           |           |           |
| 18      | Teresina       | Piauí               | 229 410    |   |           |           |           |
| 19      | São Luís       | Maranhão            | 222 900    |   |           |           |           |
| 20      | Maceió         | Alagoas             | 211 308    |   |           |           |           |
| 21      | Aracaju        | Sergipe             | 180 380    |   |           |           |           |
| 22      | Porto Velho    | Rondônia            | 125 931    |   |           |           |           |
| 23      | Vitória        | Espírito Santo      | 123 330    |   |           |           |           |
| 24      | Palmas         | Tocantins           | 93 473     |   |           |           |           |
| 25      | Boa Vista      | Roraima             | 86 432     |   |           |           |           |
| 26      | Macapá         | Amapá               | 79 999     |   |           |           |           |
| 27      | Rio Branco     | Acre                | 76 056     |   |           |           |           |
| TOTAL   | Brasil         | Brasil              | 12 754 064 |   |           |           |           |